# Pomerania Orientale

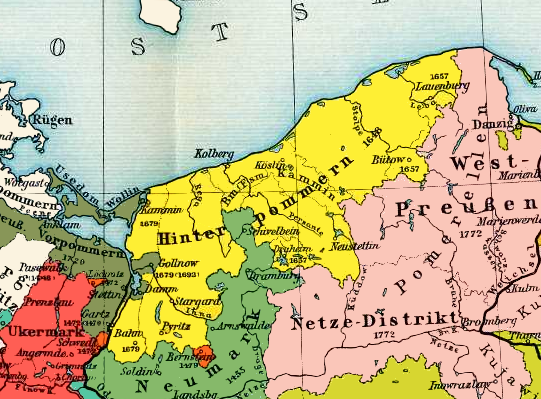
La Pomerania Orientale nel 1700 (Hinterpommern), in colore giallo

La Pomerania Orientale (o Pomerania Posteriore, o Pomerania Ulteriore o Transpomerania o, ted., Hinterpommern o  Ostpommern), che prima dello spostamento del confine fra Polonia e Germania del 1945 comprendeva la parte orientale del Ducato di Pomerania, successivamente provincia prussiana e poi tedesca dal 1653 al 1815, si estende grosso modo dal fiume Oder ad ovest, nella Pomerelia ad est. Oggi gran parte della Pomerania Orientale rientra nel Voivodato della Pomerania. La parte polacca della ex Pomerania Orientale nel periodo dopo il 1945 è denominata in polacco moderno Pomorze Zachodnie (Pomerania occidentale) mentre nel polacco storico questa denominazione si applicava a tutti i territori ad ovest della Pomerelia (Pomerania Anteriore inclusa).

## Storia
La Pomerania Orientale emerse a seguito della suddivisione del Ducato di Pomerania, avvenuta nel 1532, nota allora come "Pomerania-Stettino" e già includeva le storiche regioni del Principato di Kamień, della Contea di Naugard, della Terra di Schlawe e Stolp e del territorio di Lauenburg e Bütow. Dopo il Trattato di Stettino del 1653, con la spartizione della Pomerania fra Svezia e Brandeburgo-Prussia, la Pomerania anteriore divenne una provincia di quest'ultimo stato e rimase tale fino al 1815, quando una riorganizzazione la trasformò nel Distretto governativo di Köslin. Nel 1938 fu connessa alla marca Posen-Prussia Occidentale. Nel 1945 la Pomerania orientale entrò nell'orbita dell'Unione Sovietica e successivamente entrò a far parte dei Territori recuperati della Polonia, dopo l'espulsione dei tedeschi dalla Polonia conseguente la fine della seconda guerra mondiale. 
Prima del 1999, il Voivodato di Stettino (1945 - 1998) e i suoi due Voivodato di Koszalin (1950 - 1998) e Voivodato di Słupsk (1975 - 1998), riassumevano grosso modo l'ex Pomerania Orientale. Il Voivodato di Stettino e quello di Koszalin vennero fusi nel 1999, costituendo oggi il Voivodato della Pomerania Occidentale, mentre quello di Słupsk fu accorpato nel Voivodato della Pomerania.

## Origine ed uso del termine

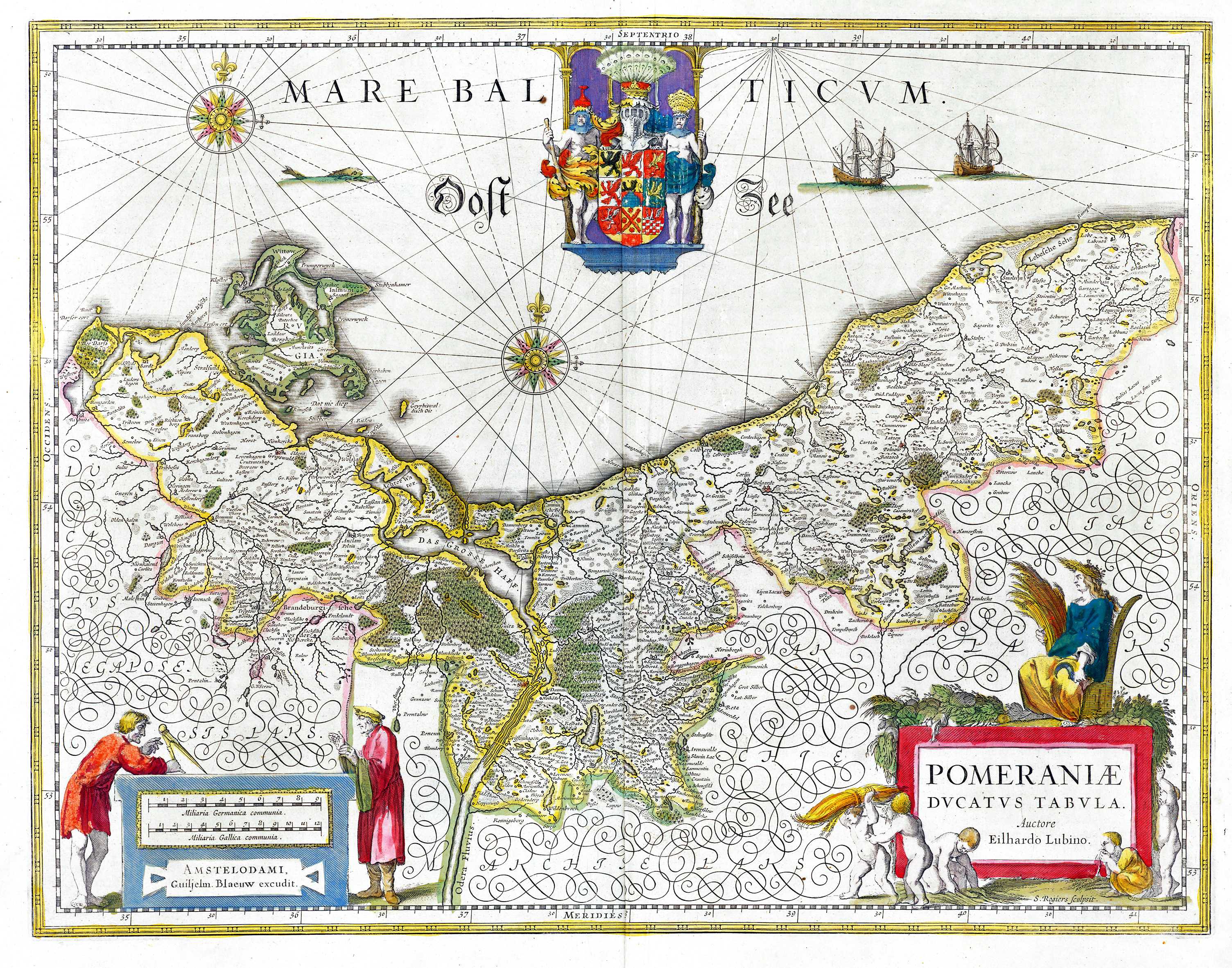
La Pomerania orientale nel ducato dei Greifen.

Il termine tedesco Hinterpommern significa letteralmente "la Pomerania che sta dietro". Inizialmente il termine indicava i territori ad est della Pomerania-Wolgast e fu gradualmente adottato per i territori ad est di Stettino nel XVI secolo. 
Quando nel 1648 la pace di Vestfalia e nel 1653 il Trattato di Stettino spartirono il ducato di Pomerania in una parte occidentale, sotto il dominio svedese, ed una orientale sotto il Brandeburgo-Prussia, la denominazione di Pomerania Orientale fu adottata per quest'ultima, in contrapposizione a quella svedese (Hither Pomerania o Vorpommern), che includeva Stettino ed una striscia di terra ad est del fiume Oder.
Quando il confine fra Prussia e territorio svedese fu spostato (più volte successivamente), il fiume Oder venne considerato il limite occidentale della Pomerania ulteriore (od Orientale). 
A sud-est ed a est, la Pomerania Orientale non aveva confini ben definiti con la Pomerelia, dato che i confini amministrativi fra il ducato e le successive province della Pomerania e dei suoi vicini mutavano significativamente nel corso del tempo. 
Dopo il 1945 la Pomerania Orientale fu condizionata dallo spostamento del confine fra Polonia e Germania. Prima era la parte orientale della Pomerania tedesca (Pommern, consistente di Hither ed Hinter Pommern), ora è divenuta la parte occidentale della Pomerania polacca (Pomorze, consistente di Pomerania Orientale e Pomerelia).
Come il termine polacco Pomorze è stato usato per indicare la Pomerelia, la Pomerania Orientale fu chiamata in Polonia Pomerania occidentale ed oggi è rappresentata grosso modo dal Voivodato della Pomerania Occidentale, comprendente Stettino e Wollin. Comunque in Germania la parte denominata Hither Pomerania è considerata la Pomerania occidentale.

## Città
Le città principali della Pomerania Orientale comprendono:
- Bytów (Bütow)
- Darłowo (Rügenwalde)
- Kołobrzeg (Kolberg)
- Koszalin (Köslin)
- Lębork (Lauenburg in Pommern)
- Słupsk (Stolp in Pommern)
- Stargard Szczeciński (Stargard in Pommern)
- Szczecinek (Neustettin)

## Lingue storiche e dialetti
- prevalente: tedesco, dialetto della Pomerania orientale, variante della lingua basso-tedesca
- nelle aree rurali orientali: lingua casciuba
- slovinzio, dialetto delle aree rurali di Leba (Łeba) e Lauenburg (Lębork), germanizzato approssimativamente dal 1850.

## Storia (cronologia)

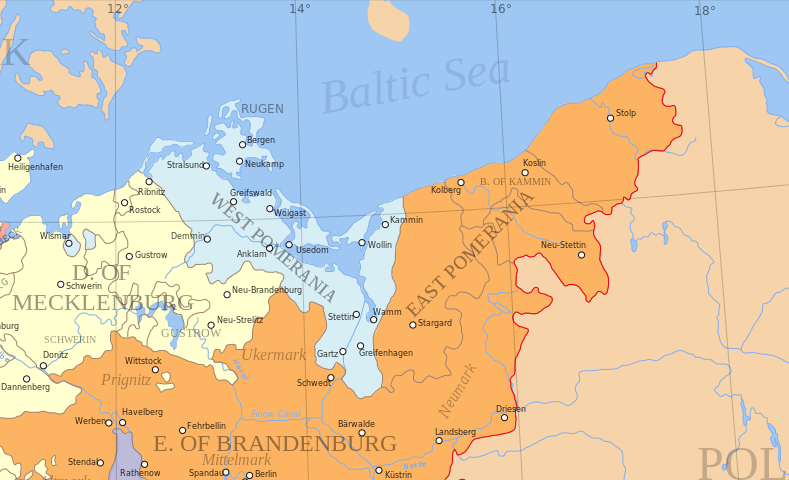
L'ex Ducato di Pomerania (al centro) spartito fra l'Impero Svedese e il Brandeburgo dopo il Trattato di Stettino (1653). Pomerania svedese (La Pomerania Occidentale) è indicata in blu, la Provincia prussiana di Pomerania (1653 - 1815) (Pomerania Orientale) in arancione.

- 1317 la Terra di Schlawe e Stolp diviene parte del Ducato di Pomerania (prima del 1347 come feudo dei margravi del Brandeburgo)[1]
- 1455 I territori di Lauenburg e Bütow entrano a far parte del Ducato di Pomerania[2] (prima del 1772 formalmente come feudo della Corona del Regno di Polonia)
- 1532 Spartizione del ducato di Pomerania, la Pomerania Orientale diviene Ducato di Pomerania-Stettino[3][4]
- 1630 Occupazione svedese e Trattato di Stettino (1630)[5]
- 1648 Brandeburgo-Prussia ed Impero svedese raggiungono un accordo per spartirsi la Pomerania nel quadro della Pace di Vestfalia
- 1653 Trattato di Stettino (1653): la Pomerania Orientale diviene una provincia di Brandeburgo-Prussia
- 1815 La Pomerania Orientale diviene il distretto governativo di Köslin[6]
- 1938 Posen e Prussia Occidentale si fondono nella maerca di Posen-Prussia Occidentale
- 1945 Linea Oder-Neiße, la Pomerania orientale entra nell'orbita dell'Unione Sovietica e successivamente entra a far parte dei Territori recuperati della Polonia
- 1945-1950 Il Voivodato di Stettino rimpiazza gli ex territori orientali della Germania e gli abitanti di origine tedesca ne vengono espulsi
- 1950-1975 Voivodato di Stettino, Voivodato di Koszalin
- 1975-1998 Voivodato di Stettino, Voivodato di Koszalin e Voivodato di Słupsk
- dopo il 1999 suddivisione fra Voivodato della Pomerania e Voivodato della Pomerania Occidentale